# اوگروزونا (استان سیلسیان)
اوگروزونا (به لهستانی:  Ogrodzona) یک روستا در لهستان است که در گمینا دنبوویتس (استان سیلسیان) واقع شده‌است. اوگروزونا ۶٫۹۵ کیلومتر مربع مساحت و ۸۳۸ نفر جمعیت دارد.

## نگارخانه

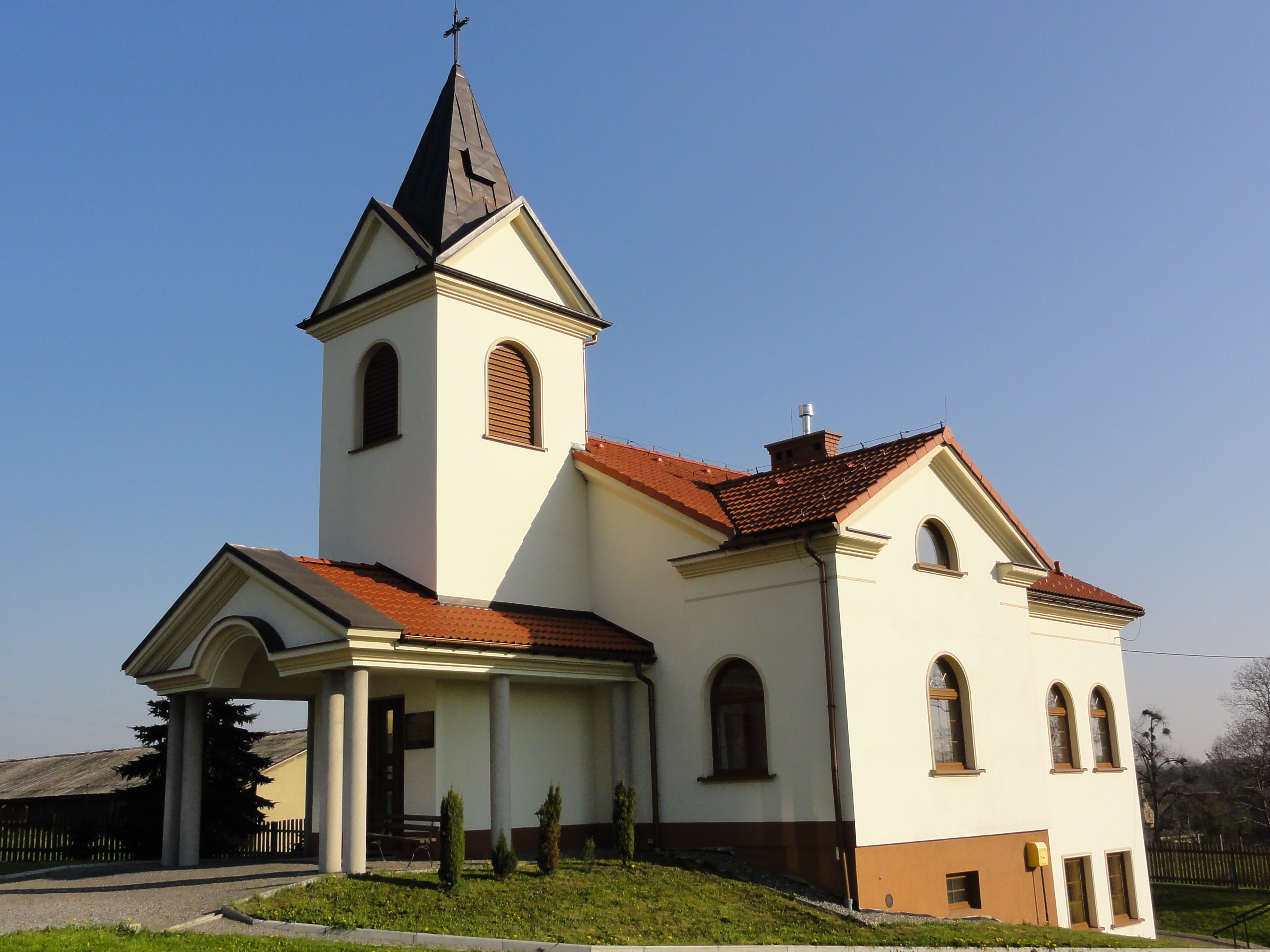
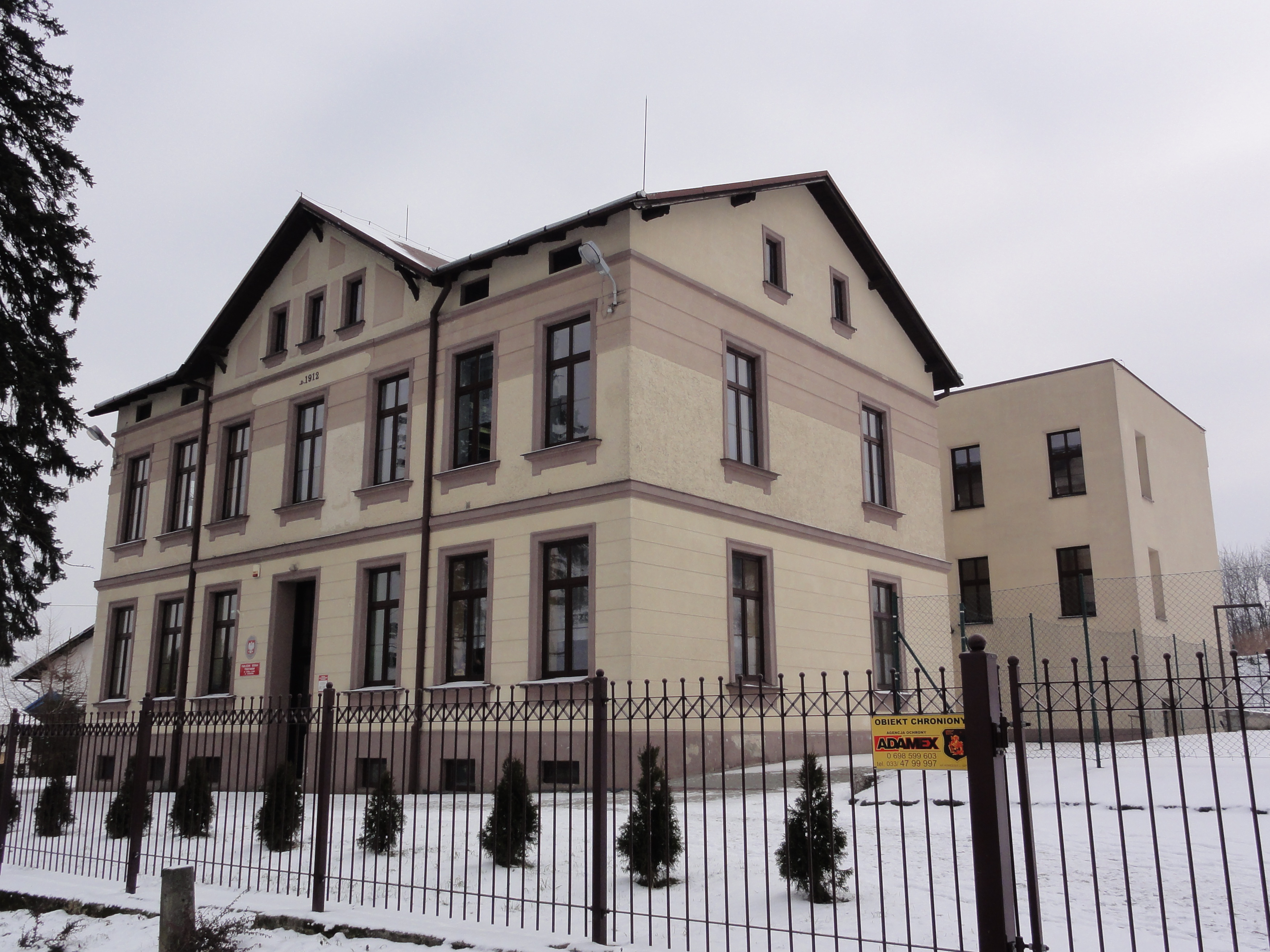
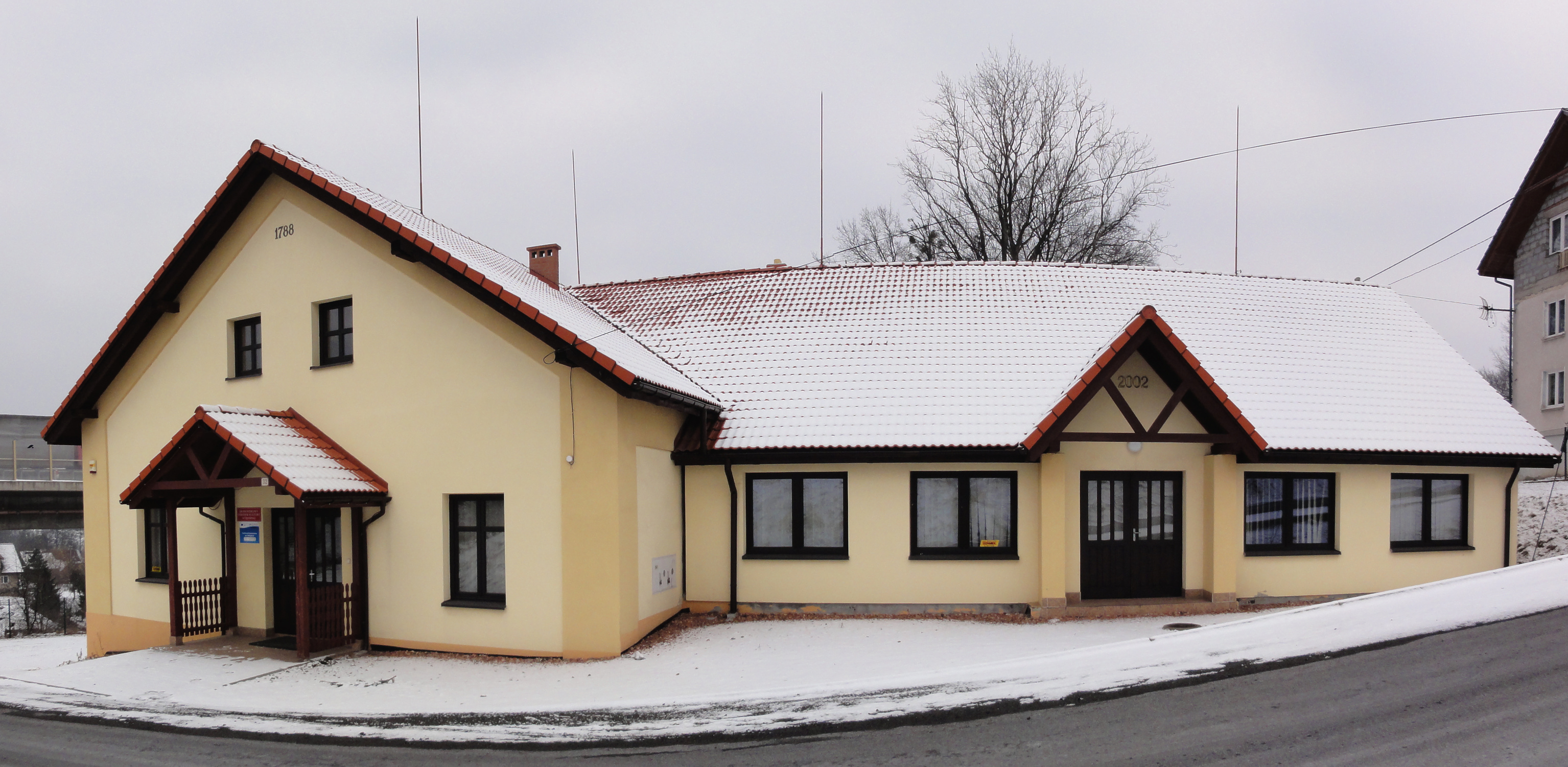
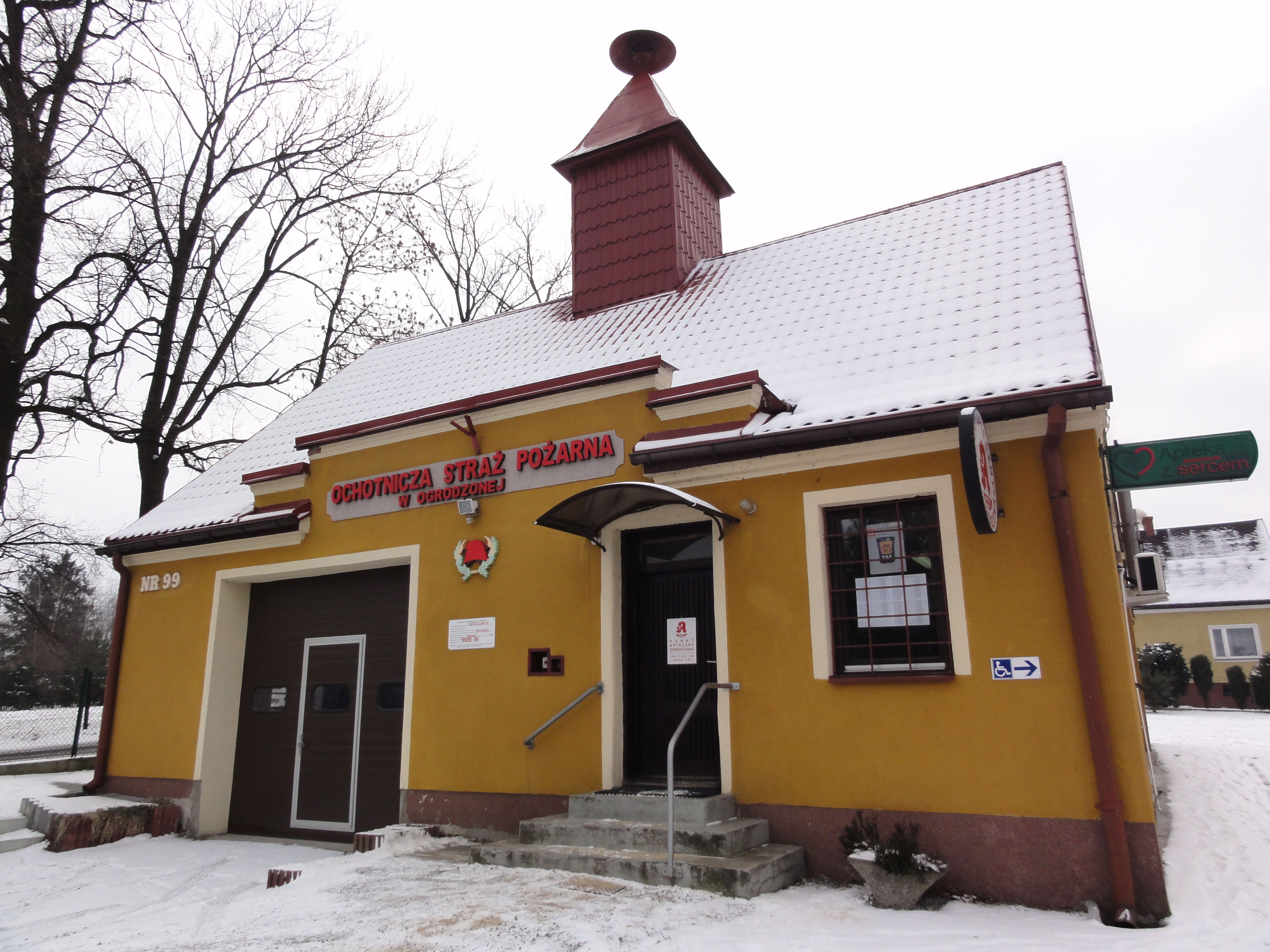